# Іван Мерц
Іван Мерц (хорв. Ivan Merz; 16 грудня 1896, Баня-Лука, Боснія — 10 травня 1928, Загреб, Хорватія) — блаженний Римсько-Католицької Церкви, молодіжний діяч, засновник літургійного руху в Хорватії та молодіжного руху «хорватський союз Орлів».

## Біографія
Іван Мерц народився 16 грудня 1896 року в місті Баня-Лука, Боснія в багатій, ліберальної сім'ї. У 1914 році закінчив середню школу, після чого поступив у військове училище, але через три місяці його залишив і поступив в Університет у Відні. У 1915 році був покликаний в армію, щоб брати участь у військових битвах Першої світової війни .
З 1919—1920 продовжив своє навчання у Віденському Університеті на філософському факультеті. У жовтні 1920 року відвідує Париж, де відвідує лекції в Сорбонні і Католицькому інституті, одночасно готуючи докторську дисертацію.
У 1923 році він захищає свій докторський диплом в Університеті Загреба по темі «Вплив літургії на французьких письменників». Після захисту докторської дисертації його прийняли на посаду професора в архієпископську гімназію, де він пропрацював до самої смерті у 1928 році.
Іван Мерц активно брав участь у хорватському молодіжному католицькому русі «хорватські орли» («Hrvatski orlovi»), приділяючи особливе значення єднання місцевої католицької громади зі Святим Престолом і духовному розвитку католицької молоді.

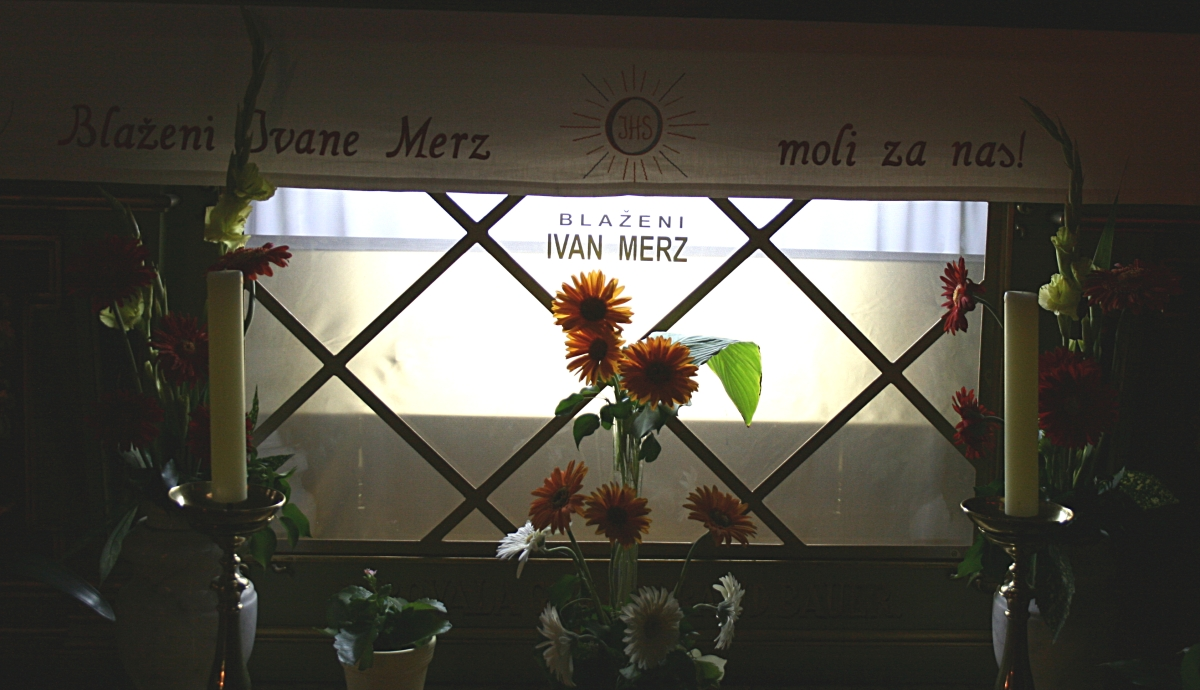
мощі блаженного Івана Мерца в базиліці Серця Ісуса у Загребі

Іван Мерц помер 10 травня 1928 року. Його мощі перебувають у базиліці Святого Серця Ісуса в Загребі, Хорватія.

## Канонізація
23 червня 2003 року римський папа Іван Павло II зарахував Івана Мерца до лику блаженних як приклад християнського життя для молоді.